# Normalljus
Normalljus är en äldre enhet för ljusstyrka, som ersattes av den tyska enheten Hefnerljus (uppkallat efter uppfinnaren Friedrich von Hefner-Alteneck). Ett stearinljus ger cirka 2 normalljus, en vanlig fotogenlampa med 14 linjers rundbrännare 13 till 14. Den vanligaste glödlampstypen i början på 1900-talet var på 16 normalljus. Det tidiga 1900-talets båglampor varierade från några hundra till några tusen normalljus, och elektriska strålkastare avgav bortåt 50 000. Solens ljusstyrka uppskattades till cirka 1027 normalljus.